# Bat Out of Hell
A Bat Out of Hell Meat Loaf 1977-es, első nagylemeze. Világszerte az ötödik legeladottabb album, 43 millió példányban kelt el. A Rolling Stone magazin Minden idők 500 legjobb albuma listáján a 343. helyre került. Szerepel az 1001 lemez, amit hallanod kell, mielőtt meghalsz című könyvben.

## Az album dalai
| 1. | Bat Out of Hell                                             | Jim Steinman | 9:56 |
| 2. | You Took the Words Right out of My Mouth (Hot Summer Night) | Jim Steinman | 5:04 |
| 3. | Heaven Can Wait                                             | Jim Steinman | 4:38 |
| 4. | All Revved Up with No Place to Go                           | Jim Steinman | 4:19 |

| 5. | Two out of Three Ain't Bad      | Jim Steinman | 5:23 |
| 6. | Paradise by the Dashboard Light | Jim Steinman | 8:28 |
| 7. | For Crying Out Loud             | Jim Steinman | 8:45 |

## Közreműködtek
- Meat Loaf – ének, háttérvokál (track 6), ütőhangszerek (track 2)
- Todd Rundgren – gitár (1, 2, 4–6), ütőhangszerek (1, 2), billentyűk (1), háttérvokál (1–3, 5, 6)
- Kasim Sulton – basszusgitár (1, 2, 4–7), háttérvokál a Bat Out of Hell-en
- Roy Bittan – zongora, billentyűk (1, 2, 6)
- Steve Margoshes – zongora a For Crying Out Loud-on
- Cheryl Hardwick – zongora a For Crying Out Loud-on
- Jim Steinman – billentyűk (1, 2, 6), ütőhangszerek (1, 2), "buja effektek" a Paradise by the Dashboard Light-on, párbeszéd a You Took the Words Right out of My Mouth (Hot Summer Night)-on
- Roger Powell – szintetizátor (1, 2, 5, 6)
- Edgar Winter – szaxofon (2, 4, 6)
- Max Weinberg – dob (1, 2, 6)
- John Wilcox – dob (4, 5, 7)
- Marcia McClain – párbeszéd a You Took the Words Right out of My Mouth (Hot Summer Night)-on
- Phil "Scooter" Rizzuto – play-by-play a Paradise by the Dashboard Light-on
- Ellen Foley – vokál a Paradise by the Dashboard Light-on, háttérvokál (1, 2, 4, 6)
- Rory Dodd – háttérvokál, kivéve az All Revved Up with No Place to Go-t
- Gene Orloff – koncertmester a For Crying Out Loud-on
- A New York Philharmonic és Philadelphia Orchestra tagjai – zenekar a For Crying Out Loud-on

## Fordítás
Ez a szócikk részben vagy egészben a Bat Out of Hell című angol Wikipédia-szócikk ezen változatának fordításán alapul.  Az eredeti cikk szerkesztőit annak laptörténete sorolja fel. Ez a jelzés csupán a megfogalmazás eredetét és a szerzői jogokat jelzi, nem szolgál a cikkben szereplő információk forrásmegjelöléseként.